# Naissance en 920
Naissance
- 916
- 917
- 918
- 919
- 920
- 921
- 922
- 923
- 924

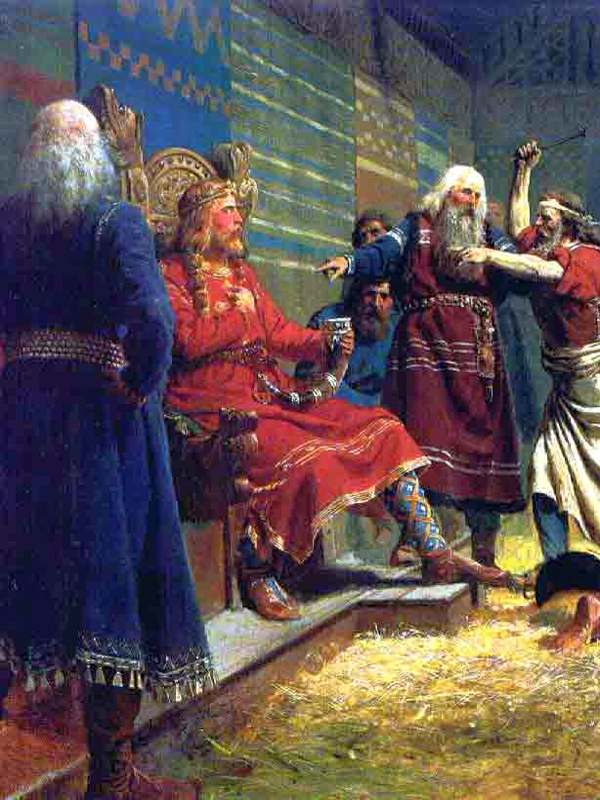
Håkon Ier de Norvège, né vers 920.

Cette page dresse une liste de personnalités nées au cours de  l'année 920 :

## En Europe
- Adson de Montier-en-Der, abbé français.
- Dounash ben Labrat, important poète et grammairien hébraïque.
- Ibn Jinni (it), grammairien arabe.
- Menahem ben Sarouk, lexicographe juif andalou.
- Håkon Ier de Norvège, troisième roi de Norvège.
- Hugues de Reims, comte et archevêque de Reims.

## En Asie
- Minamoto no Masanobu, troisième fils du prince impérial Atsumi (fils de l'empereur Uda), est un noble de cour japonais (kugyō) de l'époque de Heian.
- Fujiwara no Morotada, homme d'État, courtisan et politique japonais de l'époque de Heian.
- Gao Baorong (en), roi de Nanping.

## Crédit d'auteurs
- Cet article est partiellement ou en totalité issu de l'article intitulé « 920 » (voir la liste des auteurs).